# Alexander Achilles

Alexander Achilles

Alexander Achilles (* 6. August 1833 in Werben (Elbe); † 21. Oktober 1900 in Berlin) war ein deutscher Richter und Reichsgerichtsrat. 

## Leben
Achilles studierte Rechtswissenschaft in Halle an der Saale. 1853 wurde er Mitglied der Landsmannschaft Neoborussia Halle, die sich später zum Corps Neoborussia Halle wandelte. Als Inaktiver wechselte er an die Rheinische Friedrich-Wilhelms-Universität Bonn. Nachdem er am Kammergericht die Erste Juristische Prüfung bestanden hatte, trat er 1855 in den preußischen Justizdienst. Am 23. Mai 1856 wurde er vereidigt. Als Auskultator war Achilles zeitweilig in Erfurt. Er wurde 1866 zum Assessor ernannt und 1867 als Stadtrichter (1874 Stadtgerichtsrat) in Berlin angestellt. 
1874 war er Hilfsarbeiter in der ersten Kommission zur Schaffung des Bürgerlichen Gesetzbuches (BGB). Er wurde im Mai 1882 zum Oberlandesgerichtsrat am Oberlandesgericht Celle ernannt, trat die Stelle aber wegen der Berliner Verpflichtungen nicht an. 1884 war er ordentliches Mitglied der zweiten BGB-Kommission und hatte als Kommissar der Justizverwaltung wesentlichen Einfluss auf die Kodifikation des Immobiliarsachenrecht. Am 1. Oktober 1891 wurde Achilles zum Reichsgerichtsrat ernannt. Ob er jemals als solcher amtiert hat, ist nicht erwiesen. Offiziell war er ab dem 1. Januar 1892 dem 5. Zivilsenat zugeordnet. 1895 trat er in den Ruhestand. Gottlieb Planck hatte ihn für die Bearbeitung des sechsbändigen BGB-Kommentars (Berlin 1897) gewonnen. 

## Ehrungen
Unvollständige Liste
- Dr. jur. h. c. der Juristischen Fakultät der Universität Leipzig (1897)

## Werke
- Die Preußischen Gesetze über Grundeigenthum und Hypothekenrecht vom 5. Mai 1872 (Berlin 1873)
- Protokolle der Kommission für die Zweite Lesung des Entwurfs des Bürgerlichen Gesetzbuchs. Guttentag, Berlin 1897 (Digitalisierte Ausgabe der Universitäts- und Landesbibliothek Düsseldorf)
  - 1. Allgemeiner Theil und Recht der Schuldverhältnisse Abschn. I, Abschn. II Tit. I. 1897
  - 2. Recht der Schuldverhältnisse Abschn. II, Tit. 2–20, Abschn. III, IV. 1898
  - 3. Sachenrecht. 1899
  - 4. Familienrecht. 1897
  - 5. Erbrecht. 1899
  - 6. Anwendung ausländischer Gesetze ; Entwurf II des Bürgerlichen Gesetzbuchs; Revision ; Entwurf des Einführungsgesetzes ; Entwurf eines Gesetzes, betr. Aenderungen des Gerichtsverfassungsgesetzes [etc. 1899]
  - 7. Register. 1899
- Bürgerliches Gesetzbuch nebst Jugendwohlfahrtsgesetz (Berlin 1901)
- Kommentar zum Bürgerlichen Gesetzbuch (nach seinem Mitautor „Achilles-Greiff“ genannt)